# Dżaba (Syria)
Dżaba (arab. جبا) – miejscowość w Syrii, w muhafazie Al-Kunajtira. W 2004 roku liczyła 5281 mieszkańców.